# Wörgl
Wörgl (tyskt uttal: [ˈvœrɡəl]) är en stad och kommun i distriktet Kufstein i förbundslandet Tyrolen i Österrike. Kommunen har 14 487 invånare (2024), på en yta av 19,74 km². Staden ligger cirka 14 kilometer söder om gränsen till Bayern i Tyskland.

## Kommunikationer
Wörgl är en viktig järnvägsknutpunkt mellan linjen Innsbruck–München och linjen mot Salzburg. E641 knyter samman Wörgl med Salzburg. Europavägarna E45 och E60 samt motorvägen A12 passerar också Wörgl.

## Lokal valuta
Wörgl är främst känt för ett experiment med en lokal valuta, efter de principer som utarbetats av ekonomen Silvio Gesell. Experimentet påbörjades den 31 juli 1932, mitt under den stora depressionen då arbetslösheten var hög och inga pengar fanns tillgängliga för offentliga satsningar. Genom att använda sig av den egna valutan lyckades dock staden vända utvecklingen. Arbetslösheten minskade dramatiskt och staden genomförde flera infrastrukturprojekt. Den 1 september 1933 avbröts dock experimentet då Österrikes centralbank förbjöd valutan. Orsaken var att experimentet, som hade börjat att sprida sig till andra städer, hotade centralbankens monopol på att trycka pengar.

## Kända personer från Wörgl
- Reinhard Furrer, astronaut
- Gerhard Berger, racerförare
- Stefan Horngacher, backhoppare